# Ким Сон И
Ким Сон И (кор. 김송이 род. 10 августа 1994 года) — северокорейская спортсменка, игрок в настольный теннис. На декабрь 2016 года занимала 30-е место в мире в рейтинге ИТТФ. Бронзовая медалистка Олимпийских игр 2016.
Отличается оборонительным стилем игры, и сильными ударами с форхенда.

## Спортивные достижения
В 2012 году в Хельсингборге выиграла титул в одиночном разряде на турнире Swedish Open.
в 2018 году в составе команды Северной Кореи завоевала бронзовую медаль на командном кубке мира в Лондоне.

### Олимпийские Игры Рио-2016
В третьем круге олимпийского турнира она неожиданно обыграла японскую теннисистку Касуми Исикава, занимавшую на тот момент шестую позицию в мировом рейтинге, в четвертьфинальном поединке, она победила сингапурскую спортсменку Юй Мэнъюй, занимавшую 13-ю позицию в рейтинге, со счетом 4-2. В полуфинальном поединке она уступила китаянке Дин Нин со счетом 4-1. В матче за третье место, Ким обыграла японку Аи Фукухара со счетом 4-1, тем самым взяла бронзовую медаль Олимпийских игр 2016.